# Večerja z ostrigami
Večerja z ostrigami (francosko Le Déjeuner d'huîtres) je slika Jean Françoisa de Troyja iz leta 1735. Ludvik XV. Francoski je naročil, da sta skupaj s sliko Večerja s šunko Nicolasa Lancreta krasila jedilnico v manjših stanovanjih v Versajski palači. Vključuje prvo pojavo steklenice šampanjca v slikarstvu. Obe sliki sta zdaj v Musée Condé v Chantillyju.

## Zgodovina
To sliko je kralj Ludvik XV. naročil pri slikarju Jean-Françoisu de Troyju za jedilnico majhnih stanovanj Versajske palače, ki jo je izdelal leta 1735. Istočasno je izdelal dve drugi sliki za kraljeve apartmaje: Lovsko kosilo (Le Déjeuner de Chasse) (Louvre), kot tudi Jelen v zalivu. Za prvo sliko je bil slikar plačan šele 20. januarja 1738 z zneskom 2400 funtov. V stanovanjih je bila nasprotnik Večerji s šunko Nicolasa Lancreta. Vzpostavljena je bila leta 1737 in se pojavlja v popisu kraljevih zbirk tega datuma. Toda od leta 1768 so slike zapustile stanovanja po njihovi preureditvi v pisarniške sobe in kuhinje. Leta 1784 so slike prisotne na grajskem nadzorstvu.
Med revolucijo je bila slika zasežena in poslana v Centralni muzej umetnosti, prednika muzeja Louvre. Med obnovo, leta 1817, je Louis-Philippe I., takratni vojvoda Orléanski, zahteval sliko in njegovo dvojnico. Izjavlja, da ti dve deli prihajata iz zbirke njegovega prednika, regenta Philippa d'Orléansa, njegovega prednika, čeprav mu v resnici nikoli nista pripadali. Louis-Philippe pošlje obe sliki,, pa tudi Lovsko kosilo, ki sta bili na enak način vrnjeni iz njegovega Château d'Eu. Njegov sin, vojvoda Aumale, jo je pridobil leta 1857 med prodajo očetovih zbirk v Londonu. Doseže, da sta oba para umaknjena iz prodaje: Večerja z ostrigami je kupljena za 3000 frankov. Namesti jih v svoji posesti Orleans House v Twickenhamu. Te slike imajo zanj sentimentalno vrednost: njegov oče mu je opisal imena likov, ki so tukaj predstavljeni, čeprav umetnostni zgodovinarji danes dvomijo, da lahko predstavljajo like, ki so res obstajali. Ko se je leta 1871 vrnil v Francijo, jo je razstavil v veliki galeriji svojega Château de Chantilly, ki je trenutno v lasti Institut de France.
Poslikava je doživela preobrazbe: prvotno integrirana v leseno pohištvo je dobila bolj pravilno obliko. Končno je bila leta 2000 popolnoma očiščena s popravilom barv in porumenelosti ter odstranitvijo prebarvanja na več mestih.

## Opis in analiza
Slika prikazuje aristokratski prizor obeda v bogato okrašeni sobi. Predstavlja kosilo z ostrigami ob šampanjcu. Štiri figure gledajo navzgor proti pokajočemu zamašku šampanjca na ozadju marmornatega stebra. Slika je dokumentarni element za poznavanje posode v 18. stoletju: hladilniki, porcelan, solnice. Miza v središču sobe je okrogla, da se izognejo bontonu. Stoli so iz pločevine, posoda je srebrna. Steklenice šampanjca, bolj čokate kot danes, so postavljene na mizo. Kozarci so postavljeni v majhne porcelanaste hladilnike iz Kitajske ali Japonske. Pred mizo je omarica za hlajenje steklenic v ledu in za shranjevanje krožnikov. To je nedvomno ena najstarejših upodobitev penine, izumljena konec 17. stoletja.
Gostje so uživali le v eni jedi: v tistem času zelo modne ostrige, postrežene z maslom, soljo ali česnom. To so mladi lakaji z brisačo za pasom, ki gostom odprejo ostrige. Glede na medicinska dela tistega časa so bile ostrige takrat znane po svojih afrodizijskih lastnostih: to prepričanje bi lahko pojasnilo, zakaj slika prikazuje samo moške in nobene ženske, za razliko od njene dvojnice Večerja s šunko. To moško ekskluzivnost je mogoče razložiti tudi z dejstvom, da je bila namenjena dekoraciji jedilnice »z lova«, v kateri so večinoma moški. To je prva jedilnica v Versajski palači, ki je bila posebej opremljena za ta namen, saj je bila prej miza pogrnjena v vsakem prostoru.
Razkošna dekoracija sobe v zgornjem delu zajema delo samega Jean-Françoisa de Troya: to sta Zefir in Flora (zasebna zbirka, okoli 1725-1726). Reproduciran je obrnjen, nad vrati, s čimer si je slikar delal lastno reklamo.